# 第56回全国高等学校野球選手権大会
第56回全国高等学校野球選手権大会（だい56かいぜんこくこうとうがっこうやきゅうせんしゅけんたいかい）は、1974年8月9日から8月19日までの11日間にわたり阪神甲子園球場で行われた全国高等学校野球選手権大会である。

## 概要
この大会から金属バットが正式採用された。当時はアメリカ・イーストン社製の「イーストン」と「アデロン」（いずれもブランド名）の2種類しか使用できなかった。
また、1978年に予定される第60回大会以降に1府県1代表（北海道と東京は2代表）を実施することを見込んで15年ぶりに地区割再編成を実施し、東京都が1都2校に、北奥羽・西奥羽・東関東・北越・京滋の各地区大会がこの大会から廃止となり、福島・岩手・茨城・千葉・新潟・京都が1府県1校に、東北と北陸の両地区大会は前者が山形と宮城、後者が石川と富山に再編され、新たに奥羽大会（青森と秋田）が復活し、福滋大会（福井と滋賀）が新設された。

## 代表校
| 地方大会 | 代表校     | 出場回数      |
| -------- | ---------- | ------------- |
| 北北海道 | 旭川竜谷   | 2年連続2回目  |
| 南北海道 | 函館有斗   | 初出場        |
| 岩手     | 一関商工   | 初出場        |
| 奥羽     | 秋田市立   | 2年ぶり4回目  |
| 東北     | 山形南     | 16年ぶり4回目 |
| 福島     | 福島商     | 8年ぶり5回目  |
| 茨城     | 土浦日大   | 初出場        |
| 北関東   | 前橋工     | 2年連続3回目  |
| 西関東   | 上尾       | 初出場        |
| 千葉     | 銚子商     | 2年連続8回目  |
| 東東京   | 城西       | 初出場        |
| 西東京   | 佼成学園   | 初出場        |
| 神奈川   | 東海大相模 | 2年ぶり4回目  |
| 長野     | 野沢北     | 初出場        |
| 新潟     | 長岡商     | 4年ぶり2回目  |
| 北陸     | 高岡商     | 3年ぶり8回目  |
| 福滋     | 三国       | 17年ぶり2回目 |

| 地方大会 | 代表校     | 出場回数      |
| -------- | ---------- | ------------- |
| 静岡     | 静岡商     | 5年ぶり8回目  |
| 愛知     | 名古屋電工 | 初出場        |
| 三岐     | 中京商     | 2年連続2回目  |
| 京都     | 平安       | 4年ぶり25回目 |
| 紀和     | 郡山       | 3年ぶり4回目  |
| 大阪     | PL学園     | 3年ぶり4回目  |
| 兵庫     | 東洋大姫路 | 3年連続4回目  |
| 東中国   | 玉島商     | 5年ぶり3回目  |
| 広島     | 盈進       | 14年ぶり2回目 |
| 西中国   | 防府商     | 初出場        |
| 北四国   | 丸亀商     | 11年ぶり2回目 |
| 南四国   | 高知       | 6年ぶり6回目  |
| 福岡     | 福岡第一   | 初出場        |
| 西九州   | 佐世保工   | 初出場        |
| 中九州   | 佐伯鶴城   | 初出場        |
| 南九州   | 延岡       | 初出場        |
| 鹿児島   | 鹿児島実   | 2年連続4回目  |

## 試合結果

### 1回戦
8月9日
- 平安 9 - 1 一関商工
- 上尾 5 - 1 三国

### 2回戦
- 城西 3 - 0 佐世保工

8月10日
- 高岡商 5 - 3 函館有斗
- 郡山 4 - 0 秋田市立（延長10回）
- 佐伯鶴城 9 - 0 野沢北
- 福岡第一 3 - 2 長岡商

8月11日
- 中京商 2 - 1 高知
- 旭川竜谷 4 - 2 丸亀商
- 防府商 7 - 0 延岡
- 前橋工 8 - 1 玉島商

8月12日
- 東洋大姫路 5 - 2 山形南
- 東海大相模 3x - 2 土浦日大（延長16回）
- 盈進 2 - 1 名古屋電工

8月13日
- 銚子商 5 - 1 PL学園
- 鹿児島実 1 - 0 佼成学園
- 静岡商 6 - 1 福島商

8月14日
- 平安 5x - 4 上尾（延長13回）

### 3回戦
- 静岡商 7 - 1 旭川竜谷
- 前橋工 2 - 0 佐伯鶴城

8月15日
- 鹿児島実 1 - 0 高岡商
- 平安 4 - 3 東洋大姫路
- 郡山 5 - 2 城西

8月16日
- 防府商 10 - 3 福岡第一
- 東海大相模 13 - 6 盈進
- 銚子商 5 - 0 中京商

### 準々決勝
8月17日
- 銚子商 6 - 0 平安
- 防府商 6 - 3 郡山
- 前橋工 1 - 0 静岡商
- 鹿児島実 5 - 4 東海大相模（延長15回）

### 準決勝
8月18日
- 防府商 2x - 1 鹿児島実
- 銚子商 6 - 0 前橋工

### 決勝
|        | 1 | 2 | 3 | 4 | 5 | 6 | 7 | 8 | 9 | R | H | E |
| ------ | - | - | - | - | - | - | - | - | - | - | - | - |
| 防府商 | 0 | 0 | 0 | 0 | 0 | 0 | 0 | 0 | 0 | 0 | 3 | 3 |
| 銚子商 | 0 | 0 | 0 | 0 | 0 | 6 | 0 | 1 | X | 7 | 8 | 0 |

1. （防）：井神、小田、井神 - 桧垣
2. （銚）：土屋 - 太田
3. 審判
［球審］郷司
［塁審］永野・三宅・鈴木
4. 試合時間：1時間43分

| 防府商 | 防府商   | 防府商          |
| 打順   | 守備     | 選手            |
| ------ | -------- | --------------- |
| 1      | [捕]     | 桧垣明（3年）   |
| 2      | [二]     | 平野隆（3年）   |
| 3      | [三]     | 古谷英夫（3年） |
| 4      | [中]     | 重田薫（3年）   |
| 5      | [一]     | 西村孝司（3年） |
| 6      | [左]     | 松崎芳憲（1年） |
| 7      | [投]右投 | 井神国彦（3年） |
| 8      | [右]投右 | 小田敦祥（3年） |
|        | 打右     | 原田和男（3年） |
| 9      | [遊]     | 尾中慶輝（3年） |

| 銚子商 | 銚子商 | 銚子商          |
| 打順   | 守備   | 選手            |
| ------ | ------ | --------------- |
| 1      | [遊]   | 宮内英雄（3年） |
| 2      | [二]   | 若海勝雄（3年） |
| 3      | [左]   | 前島哲雄（2年） |
| 4      | [三]   | 篠塚利夫（2年） |
| 5      | [投]   | 土屋正勝（3年） |
| 6      | [捕]   | 太田益実（3年） |
| 7      | [右]   | 筒井精（3年）   |
|        | 右     | 田村久男（3年） |
| 8      | [中]   | 池永清（3年）   |
| 9      | [一]   | 加藤功吉（3年） |
|        | 打一   | 根本雅一（3年） |

## 大会本塁打
1回戦
- 第1号：大神正雄（三国）[1]

2回戦
- 第2号：角富士夫（福岡第一）
- 第3号：今井良行（前橋工）
- 第4号：荒川俊男（土浦日大）
- 第5号：篠塚利夫（銚子商）

3回戦
- 第6号：羽山忠宏（郡山）
- 第7号：山本一人（福岡第一）
- 第8号：伊東義喜（東海大相模）

準々決勝
- 第9号：篠塚利夫（銚子商）
- 第10号：池永清（銚子商）

準決勝
- 第11号：宮内英雄（銚子商）

## その他の主な出場選手
- 工藤一彦（土浦日大）
- 向田佳元 (前橋工)
- 高橋慶彦（城西）
- 星川淳（東海大相模）
- 原辰徳（東海大相模）
- 津末英明（東海大相模）
- 村中秀人（東海大相模）

- 高橋三千丈（静岡商）
- 久保寺雄二（静岡商）
- 大石大二郎（静岡商）
- 原田末記（中京商）
- 金森栄治（PL学園）
- 弓岡敬二郎（東洋大姫路）
- 杉村繁（高知）
- 定岡正二（鹿児島実）